# Signal (Arizona)
Signal és un despoblat a la riba del riu Big Sandy al sud del comtat de Mohave (Arizona, Estats Units). La població va ser un centre miner des de la dècada de 1870 fins a la dècada de 1930. La població màxima arribà uns 800 habitants. Encara avui es poden veure restes de la ciutat juntament amb la propera Virginia City.
El poble és a unes 16 milles de la ruta nord-americana 93, a unes 60 milles (97 km) al sud de Kingman. El riu Big Sandy corre a l'est del lloc de la ciutat. El riu duu filet d'aigua gairebé tot l'any, però de vegades sofreix crescudes sobtades després d'aiguats. Signal és a l'extrem nord de Signal Wash. L'àrea protegida d'Arrastra Mountain Wilderness és a unes tres milles al sud del lloc del poble. La serralada d'Artillery Mountains recorre el costat occidental del riu Big Sandy fins a Alamo Lake, 12 milles (19 km) al sud.
Signal nasqué fruit de la mineria de plata i or a la zona. El 1874 es van obrir les mines McCracken i Signal va créixer un parell d'anys més tard, entre 1876 i 1877. Durant el seu temps el poble tingué molins per a les mines locals i les properes mines McCracken. Un problema clau per a Signal va ser portar mercaderies degut al seu aïllament. Els propietaris de les tendes havien de fer les seves comandes amb 6 mesos d'antelació. A l'època de màxima esplendor de la ciutat tenia 5 tendes, 3 restaurants i 13 bars i una fàbrica de cervesa pròpia. La població estava majoritàriament abandonada el 1932, però alguns ranxos de la zona continuen funcionant avui dia.
Encara queden poques restes de les mines i el molí originals. Les ruïnes disperses d'equips miners i les ruïnes de tova de la ciutat marquen el lloc avui. Les ruïnes estan ben conservades a causa de la ubicació remota. També es conserva intacte un cementiri del poble. Al poble hi ha un vigilant a temps parcial. Les restes de la ciutat es troben en terrenys del Bureau of Land Management. L'àrea al voltant de Signal no està completament deshabitada, ja que hi ha diverses granges i cases a prop, i l'àrea no incorporada de Signal encara apareix com a poblada.